# Lucio Decidio Saxa
Lucio Decidio Saxa  (m. 40 a. C.) fue un militar y político romano de probable origen hispano del siglo I a. C. Combatió del lado de Julio César en la guerra civil y se adhirió al bando de Marco Antonio tras el asesinato de aquel. Murió en lucha contra los partos.

## Carrera pública
Nació en Hispania, pero posiblemente tenga orígenes latinos. En el 49 a. C. luchó a las órdenes de Julio César en Hispania contra el ejército pompeyano. En el 44 a. C. fue nombrado tribuno de la plebe y después del asesinato de César, se adhirió al bando de Marco Antonio. A principios del 43 a. C. combatió junto a Marco Antonio en Mutina. En el 42 a. C., después de la formación del Segundo Triunvirato, estuvo al mando de la vanguardia de Marco Antonio antes de la batalla de Filipos.
Decidio fue enviado después por Marco Antonio como gobernador de Siria (41 a. C.), aunque no conocemos datos de su gobierno. La provincia de Siria tenía un importante valor económico y estratégico, pues limitaba en su parte oriental con el río Éufrates que servía de frontera con el Imperio parto cuando las relaciones entre Roma y Partia pasaban por su peor momento, por lo que mantener el control la provincia era de vital importancia para Roma. 
Durante la guerra civil Orodes II eligió primero el bando de Cneo Pompeyo Magno. En 45 a. C. invadió Siria en ayuda de Quinto Cecilio Baso, el exgobernador y rival de César, quien se había negado a renunciar a su cargo, cuando este fue sitiado por Cayo Antistio Veto en Apamea. Tras el asesinato de César transfirió su apoyo a Marco Junio Bruto y a Cayo Casio Longino, asesinos de César y enfrentados ahora a Marco Antonio. 
En el año 40 a. C. Orodes II envió a su hijo Pacoro y al general romano Quinto Labieno, que había sido enviado por Casio y Bruto dos años antes a la corte parta para pactar la ayuda a la causa republicana, sin embargo la derrota de Filipos le obligó a quedarse en la corte parta. La invasión tuvo éxito, pues la mayoría de las tropas estacionadas en Siria había servido con los conspiradores Casio y Bruto, las fuerzas combinada derrotó a Saxa que huyó a Antioquía del Orontes, la capital de la provincia, y de allí a Cilicia.
En su huida fue alcanzado por Quinto que lo mandó ejecutar, sus tropas sufrieron considerables bajas y sus águilas fueron capturadas, más tarde fueron devueltas en el tratado de entre Augusto y Fraates IV (20 a. C.)
Un hermano de Saxa sirvió como cuestor en Siria al tiempo que su hermano y luchó también contra la invasión parta, sin embargo sus tropas desertaron y se pasaron al enemigo, con lo que al final se rindió a Quinto Labieno.